# Okidoki
Okidoki este un motor de căutare românesc cu indexare de site-uri românești lansat în anul 2006. A fost creat din inițiativa lui Adrian Sîrbu patronul MediaPro Interactiv (MPI), și Orlando Nicoară, directorul diviziei de internet. Indexarea se poate face și la cerere prin completarea formularului de „adaugă site”.
În prezent Okidoki cu cele peste 50 de milioane de pagini indexate, este mai puțin folosit de publicul larg, relevanța lui fiind încă scăzută, aceasta deoarece vizitatorii români nefiind dispuși să renunțe la motorul favorit, Google.ro, aceeași căutare se poate realiza și cu Google Site Search.  